# Leandra markgrafii
Leandra markgrafii är en tvåhjärtbladig växtart som beskrevs av Alexander Curt Brade. Leandra markgrafii ingår i släktet Leandra och familjen Melastomataceae. Inga underarter finns listade i Catalogue of Life.